# Encarsia berlesei
Encarsia berlesei är en stekelart som först beskrevs av Howard 1906.  Encarsia berlesei ingår i släktet Encarsia och familjen växtlussteklar. Inga underarter finns listade i Catalogue of Life.